# هوانگ مینهائو
هوانگ مینهائو (انگلیسی: Huang Minhao؛ زادهٔ ۲۱ اوت ۱۹۹۲) وزنه‌بردار اهل چین است.
وی در مسابقات کشوری و بین‌المللی در مجموع برندهٔ ۱ مدال نقره شده‌است.